# Шуховская башня на Оке
Шу́ховская ба́шня на Оке́ — единственная в мире гиперболоидная многосекционная опора линии электропередачи, выполненная в виде несущей сетчатой оболочки. Расположена примерно в 12 км от города Дзержинска на левом берегу Оки, за посёлком Дачный.
Данное сооружение, высота которого составляет 128 м, является одной из двух сохранившихся в России высотных многосекционных гиперболоидных конструкций инженера В. Г. Шухова, вторая — Шуховская телебашня на Шаболовке в Москве. Шуховская башня на Оке построена через семь лет после башни на Шаболовке, признаётся западными специалистами более совершенной и достойной внесения в список Всемирного наследия.

## История

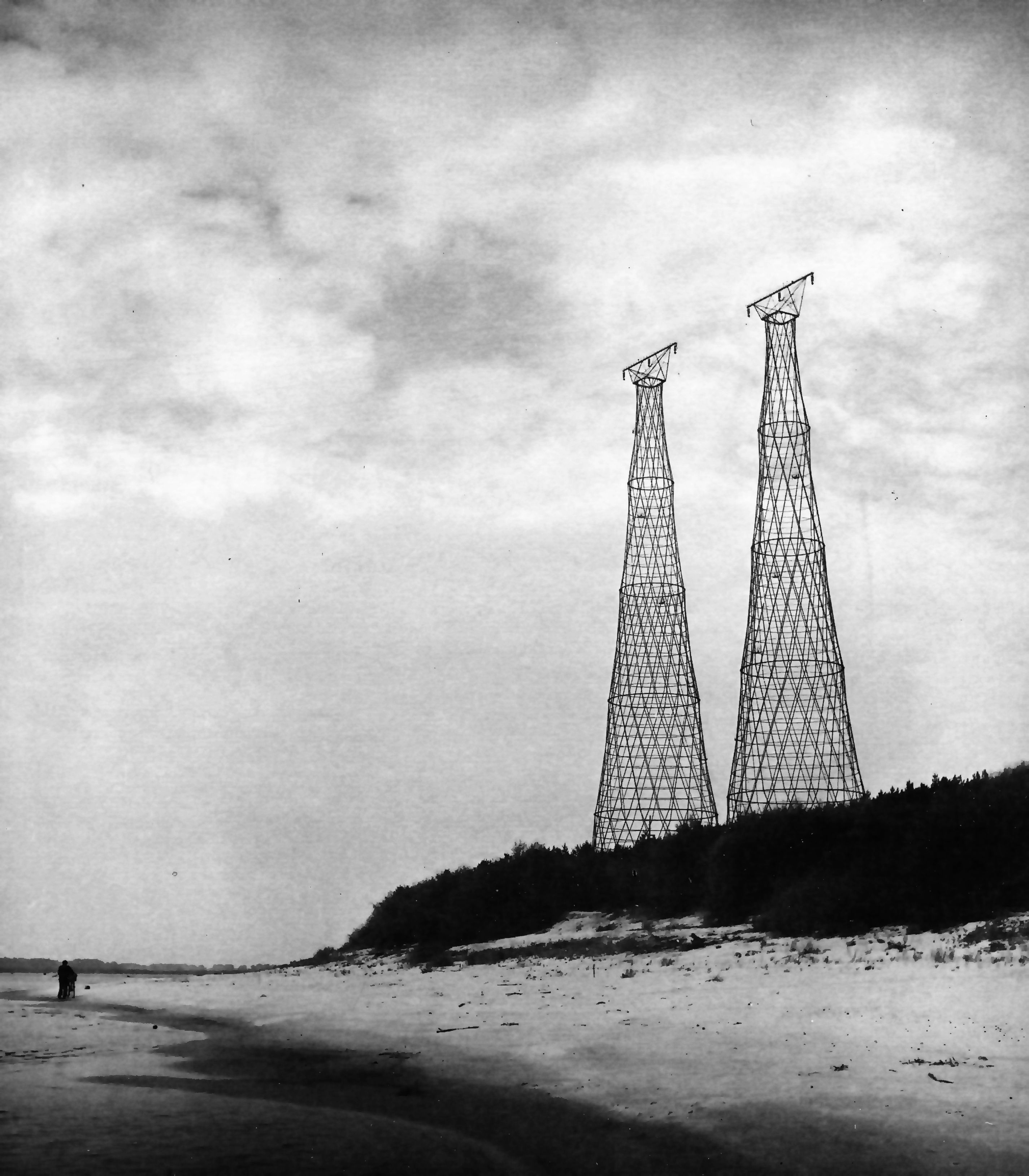
Две 128-метровые башни Шухова на берегу Оки, 1988

В 1927—1929 годах по проекту и под руководством русского инженера-конструктора, изобретателя и учёного Владимира Шухова на Оке под Нижним Новгородом между Богородском и Дзержинском были построены три пары многосекционных стальных гиперболоидных башен-опор высотой 128, 68 и 20 метров. Уникальные высотные сооружения — стальные сетчатые 128-метровые башни — служили опорой перехода через реку Оку ЛЭП НиГРЭС 110 киловольт.
В. Г. Шухов изобрёл способ устройства сетчатых гиперболоидных башен (патент Российской империи № 1896 от 12 марта 1899 г., заявлен 11 января 1896 года). Первая в мире гиперболоидная башня была построена Шуховым на Всероссийской художественно-промышленной выставке в Нижнем Новгороде в 1896 году. Принцип устройства гиперболоидных башен В. Г. Шухов использовал в сотнях сооружений: водонапорных башнях, опорах линий электропередач, мачтах военных кораблей. Новые гиперболоидные башни, соответствующие патенту В. Г. Шухова, в настоящее время построены в Японии (Kobe Port Tower), Швейцарии (Цюрих) и Испании (аэропорт Барселоны).
После изменения маршрута ЛЭП четыре башни Шухова высотой 68 и 20 метров демонтировали на металлолом. Две оставшиеся высотные башни на Оке законом Нижегородской области № 204 от 20.08.1997 года были признаны памятниками культурного наследия, охраняемыми государством. Несмотря на охрану по закону, весной 2005 года одна из уникальных башен-опор была незаконно разрушена — как и в случае с первыми четырьмя башнями, с целью разборки на металлолом. Публикации с протестом против этого акта вандализма были даже в центральных немецких газетах. Единственная оставшаяся башня сохранилась случайно — начавшийся демонтаж башни был зафиксирован иностранной делегацией.
23 сентября 2020 года башня открылась после реконструкции, которую провело ПАО «Россети» под руководством гендиректора Павла Ливинского. Реконструкция прошла в 3 этапа: сначала воссоздали утраченные фрагменты основания башни, потом укрепили берег Оки и построили набережную, затем обработали металлоконструкции антикоррозийными материалами и сделали подсветку, использовав 23 000 светодиодов. Также вокруг сооружения благоустроили территорию.

## Конструкция башни
Башня-опора состоит из пяти 25-метровых секций, по форме являющихся однополостными гиперболоидами вращения. Секции опоры сделаны из прямых профилей, упирающихся концами в кольцевые основания. На верхней секции установлена опорная конструкция с горизонтальной стальной траверсой длиной 18 метров для крепления трёх высоковольтных проводов. Башня стоит на кольцевом бетонном фундаменте диаметром 30 метров.

## Состояние сооружения

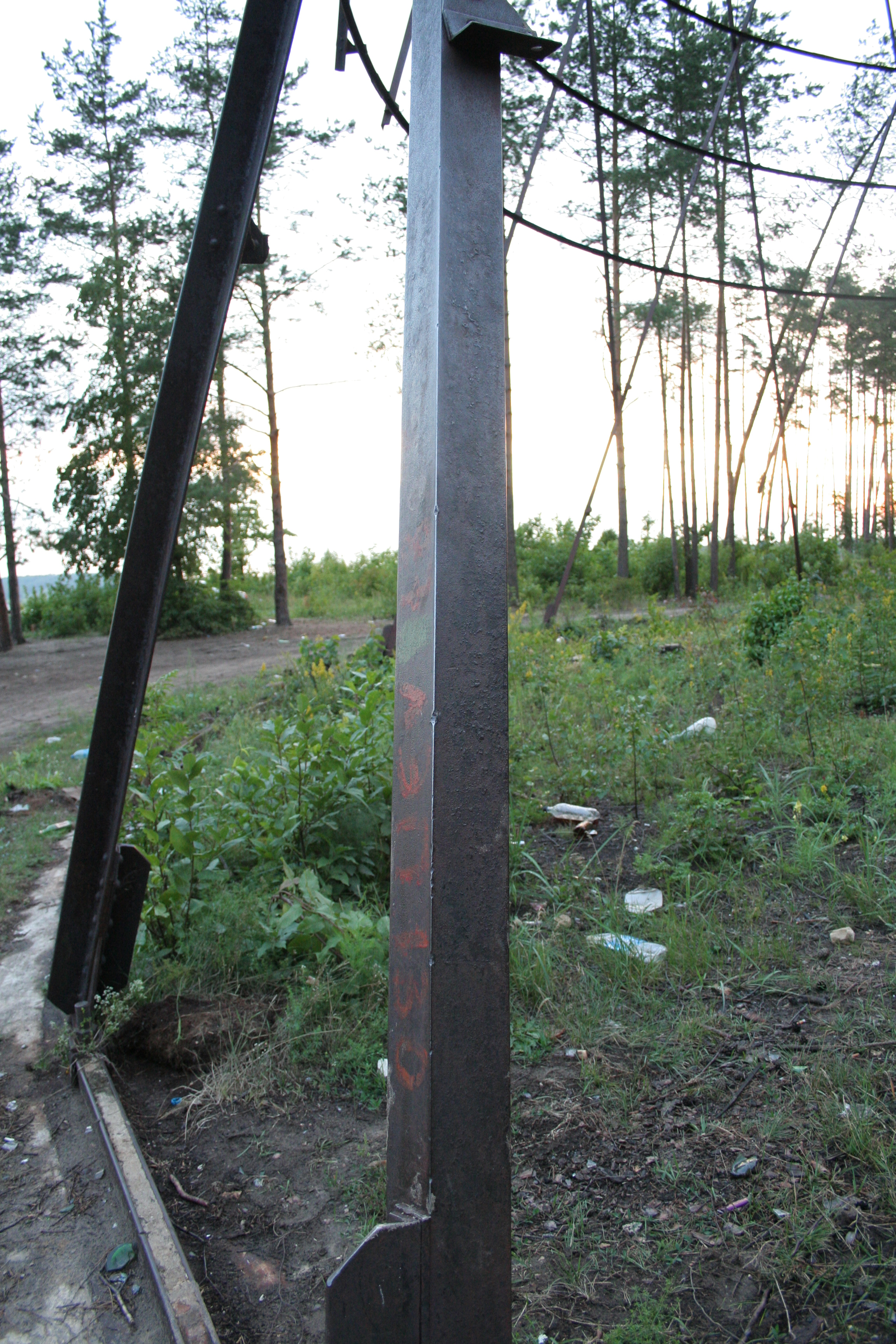
Состояние опоры Шуховской башни, 2007 год

В 2007 году ОАО «МРСК Центра и Приволжья» и Правительство Нижегородской области приняли решение о реконструкции последней шуховской башни на Оке, находящейся на балансе филиала «Нижновэнерго».
В марте 2008 года в рамках первого этапа реконструкции, проводившейся «Нижновэнерго», были восстановлены 16 украденных весной 2005 года стальных балок-профилей самой нижней, цокольной, секции и два стальных кольца основания. Стоимость работ первого этапа составила 54 млн рублей. Башня была построена с огромным запасом — держала десятки тонн стального провода ЛЭП НиГРЭС — и, несмотря на отсутствие трети металлоконструкций основания, выдержала три года, опираясь всего на 30 оставшихся подлинных шуховских профилей основания. Башня Шухова сохранилась, хотя её основание полностью затапливалось во время паводка и выдерживало многотонный напор воды и льда в течение недели. В спасении башни огромную роль сыграла общественность и добровольные пожертвования меценатов. Шуховская башня на Оке отремонтирована с применением болтовых соединений. Для полной реставрации башни по технологии В. Г. Шухова с применением клёпаных соединений состояние башни анализирует международная комиссия.
6 ноября 2009 года рабочая комиссия филиала «Нижновэнерго» приняла работы второго этапа реконструкции башни. Было выполнено укрепление берега и построена прогулочная набережная, стоимость работ составила 61 млн рублей.
В рамках третьего этапа реконструкции, запланированного на 2010 год, башню планировалось обработать антикоррозионным составом, смонтировать световое оборудование для авиации, благоустроить территорию и восстановить дорогу.
3 декабря 2014 года распоряжением правительства РФ Шуховская башня отнесена к объектам культурного наследия федерального значения.

## Фотографии

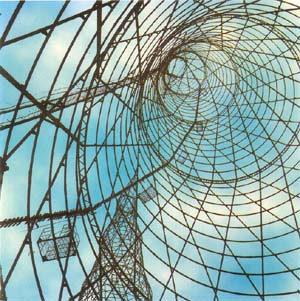
Гиперболоидные сетки двух шуховских башен на Оке, вид снизу, 1989 год
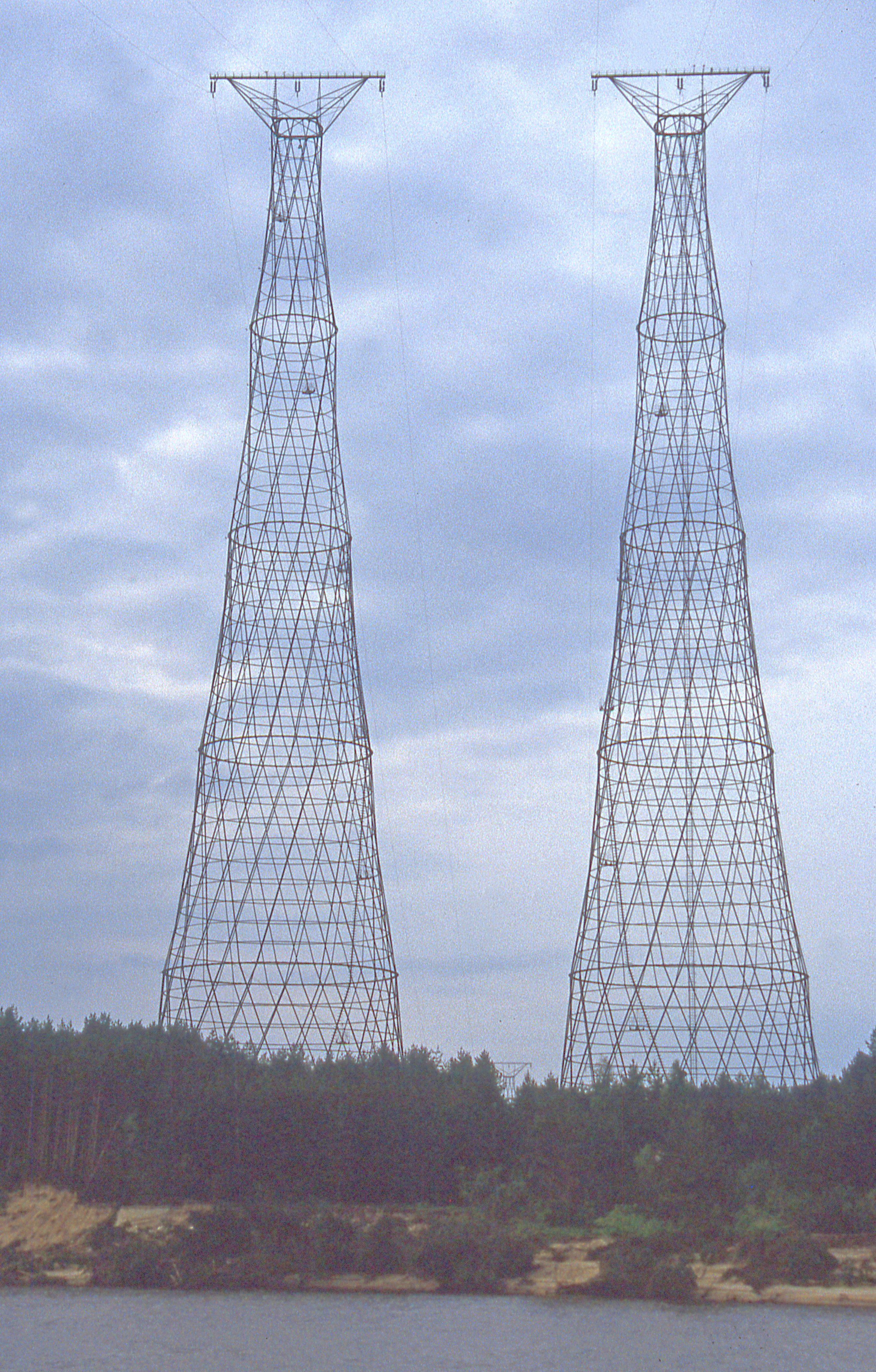
Шуховские башни в 1994 году
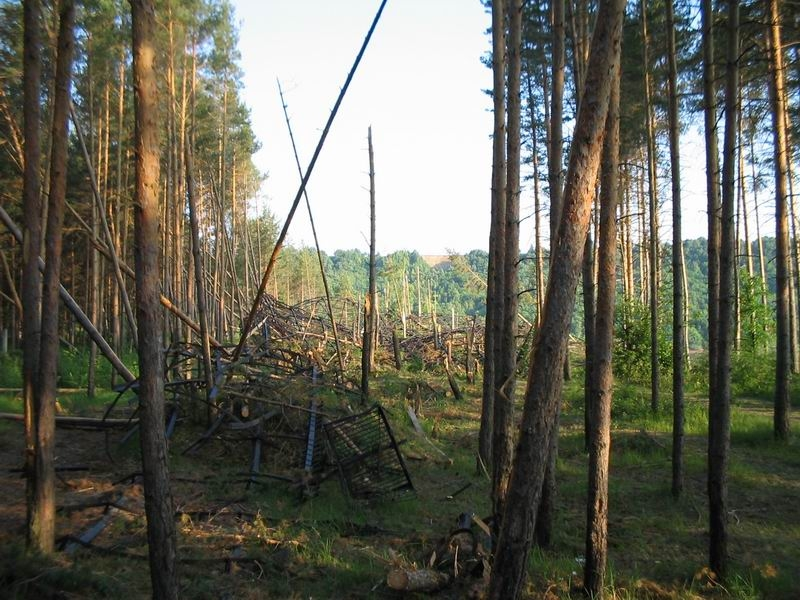
Разрушенная вторая башня в 2005 году
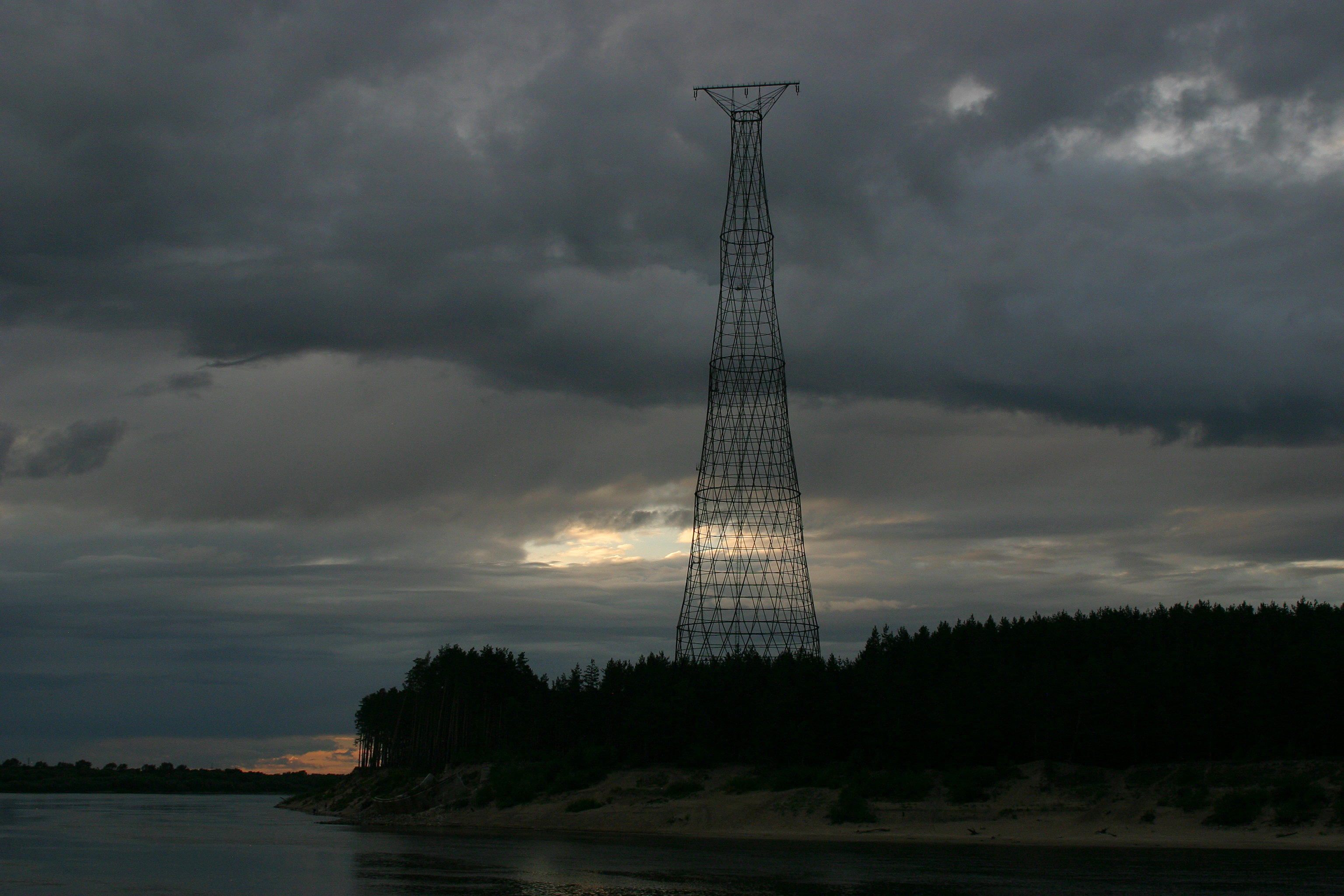
Последняя оставшаяся Шуховская башня на Оке, 2006 год
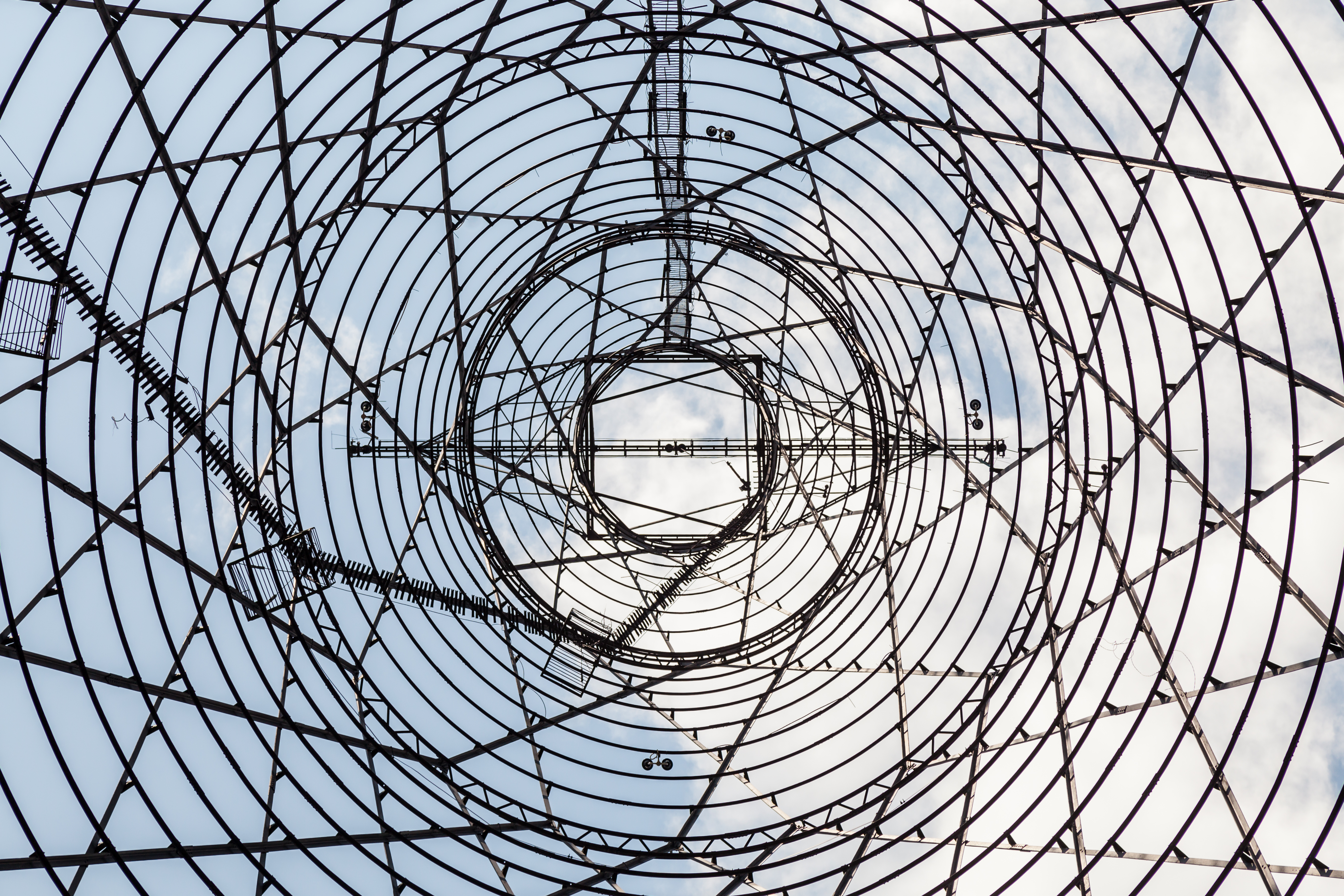
Вид изнутри на траверсу башни
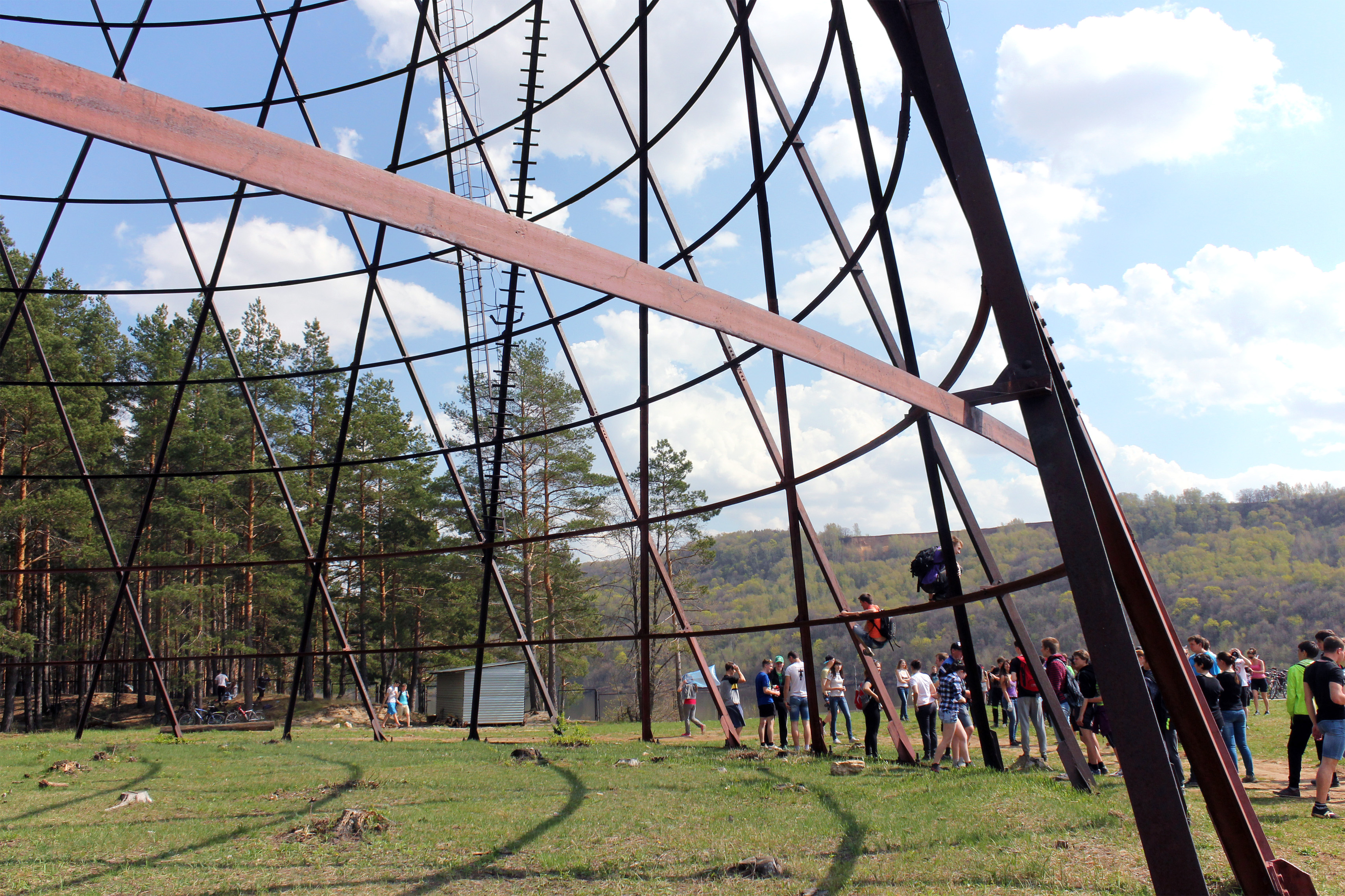
Основание башни, 2015 год
Сентябрь 2020 года, башня и набережная
Сентябрь 2020 года, подсветка башни
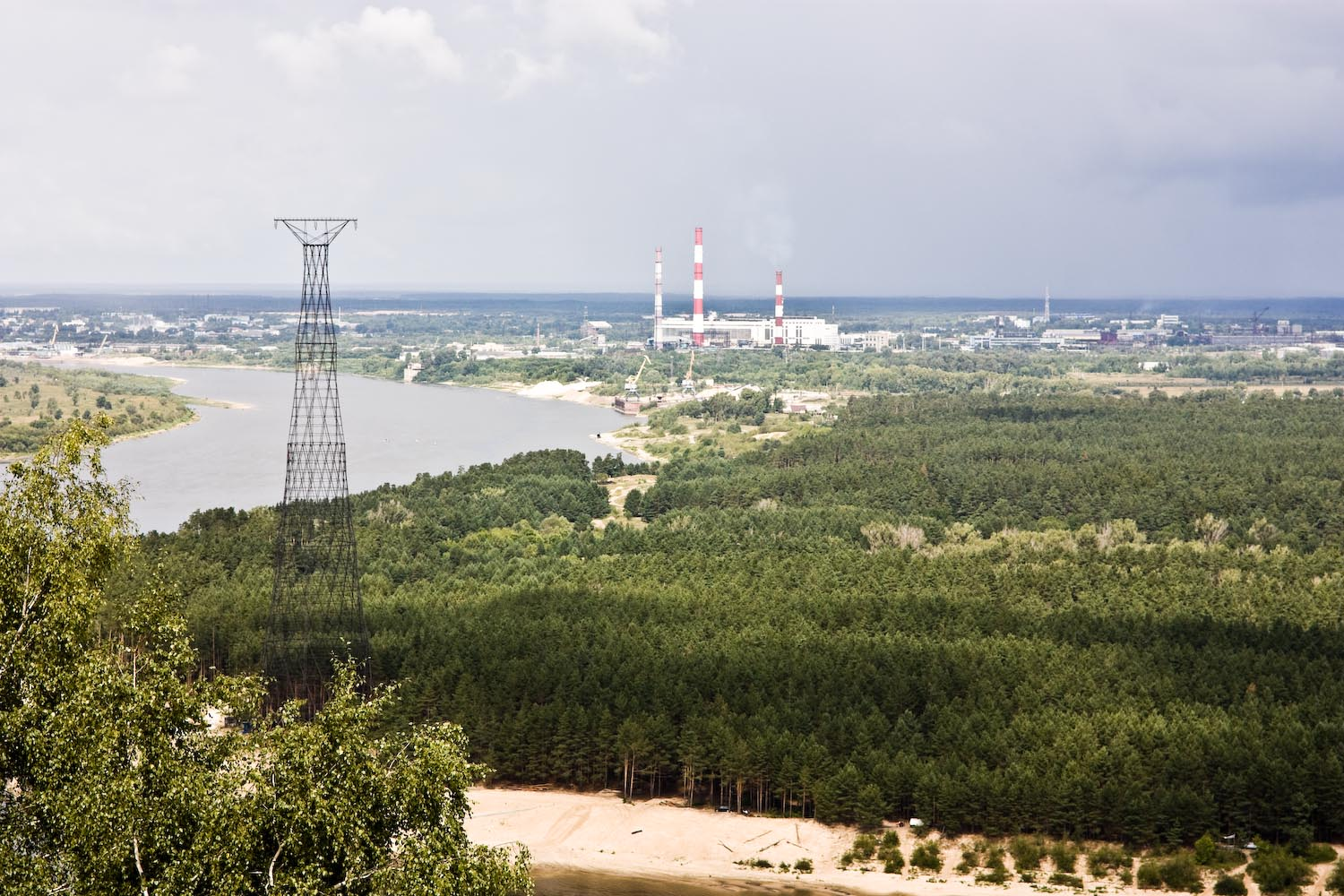
Вид на Шуховскую башню и заводы Дзержинска с правого берега Оки
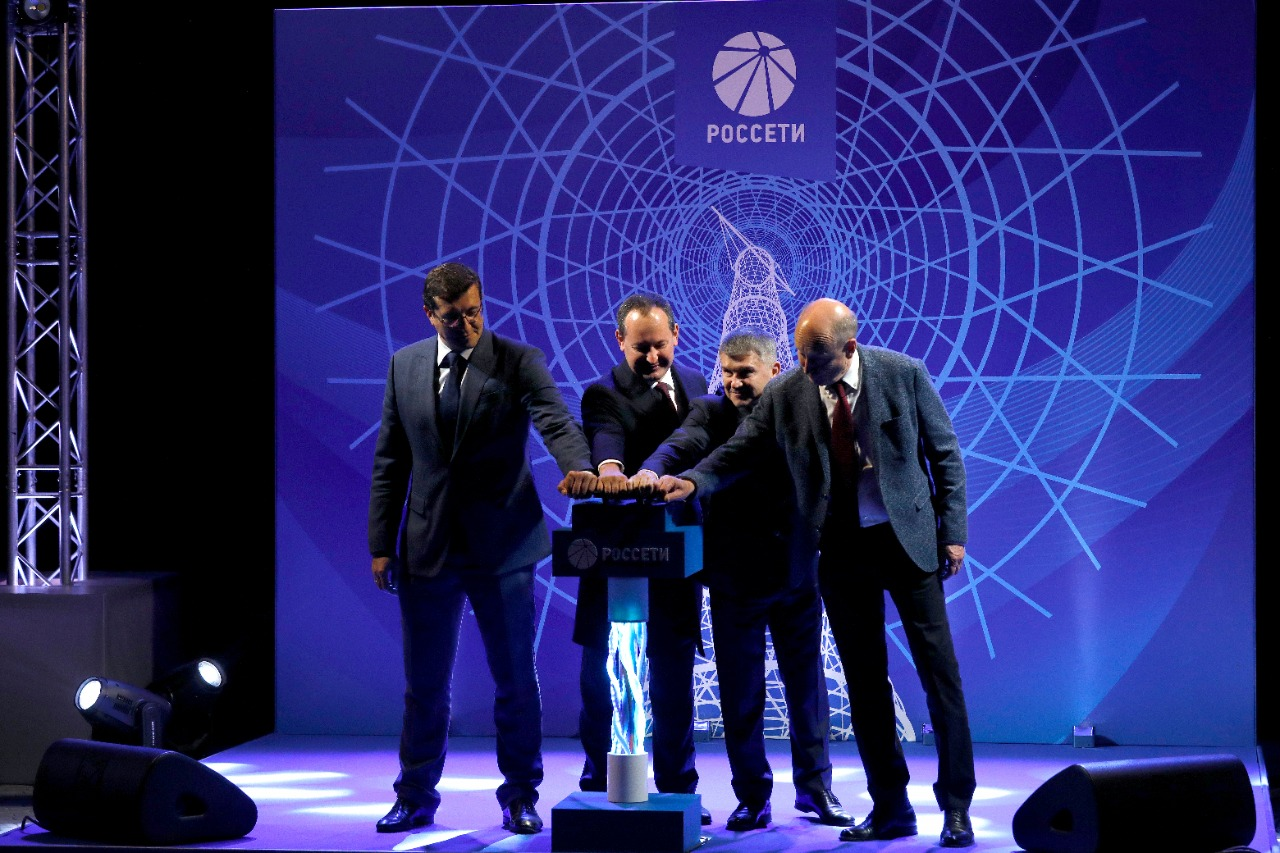
Открытие башни после реконструкции в 2020 г.[a]